# Жимолость вьющаяся
Жи́молость вью́щаяся, или жимолость неме́цкая (лат. Lonicera periclymenum) — вьющийся кустарник, вид рода Жимолость (Lonicera) семейства Жимолостные (Caprifoliaceae). В диком виде растёт на лесных опушках и в зарослях кустарников в Западной и Центральной Европе, а также северной части Африки и в Малой Азии. Декоративное растение.

## Ботаническое описание
Вьющийся листопадный кустарник, достигающий высоты 4—6 метров.
Листья длиной 4—10 см, супротивные, на коротких черешках, верхние — сидячие, не сросшиеся друг с другом. Форма листовой пластинки яйцевидно-ланцетная, обратнояйцевидная или овальная. Верхняя сторона тёмно-зелёная, нижняя сизоватая.
Цветки желтоватые, часто с красноватым оттенком, длиной до 5 см, с приятным сладким ароматом, особенно сильным к вечеру. Собраны в густые головчатые соцветия. Время цветения — май—июнь.
Плоды ярко-красные, несъедобные.

## Применение
Культивируется в качестве декоративного растения, выведены многочисленные сорта с различной окраской и формой цветков. Более теплолюбива, чем каприфоль, в условиях средней полосы России в суровые зимы может подмерзать.
Жимолость вьющаяся — официальная цветочная эмблема шведской провинции Бохуслен.

## Ссылки

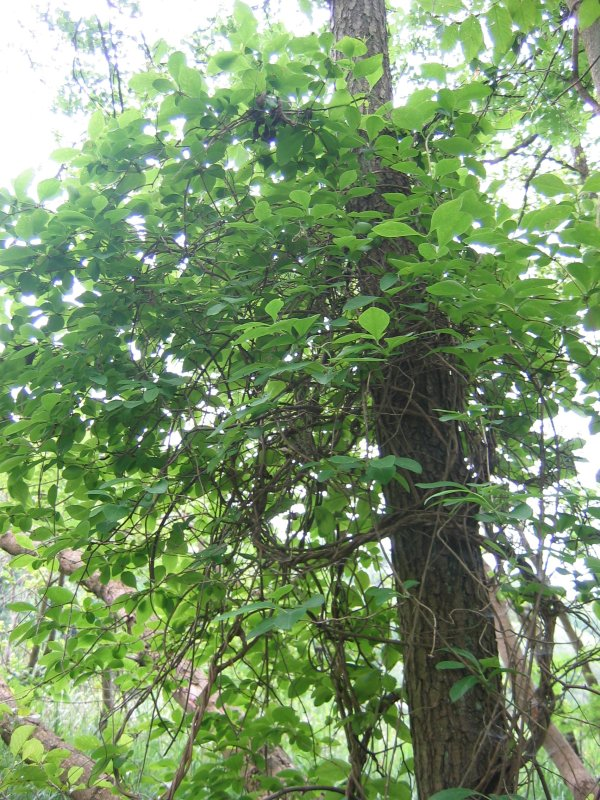
Жимолость вьющаяся на дереве
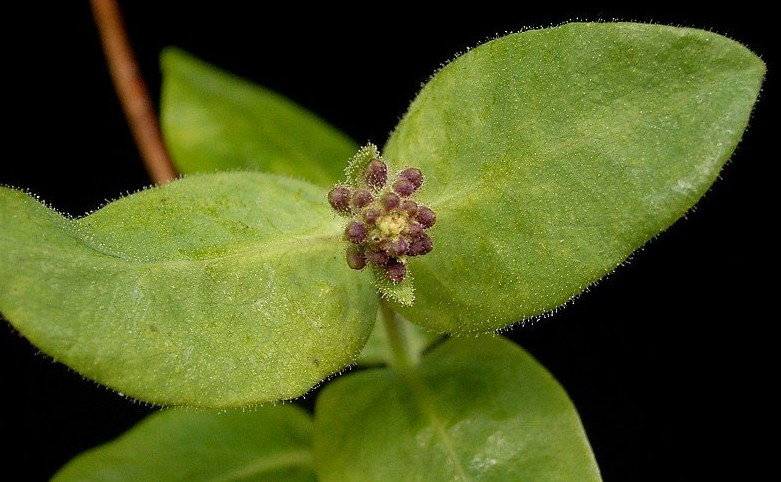
Листья и бутоны крупным планом
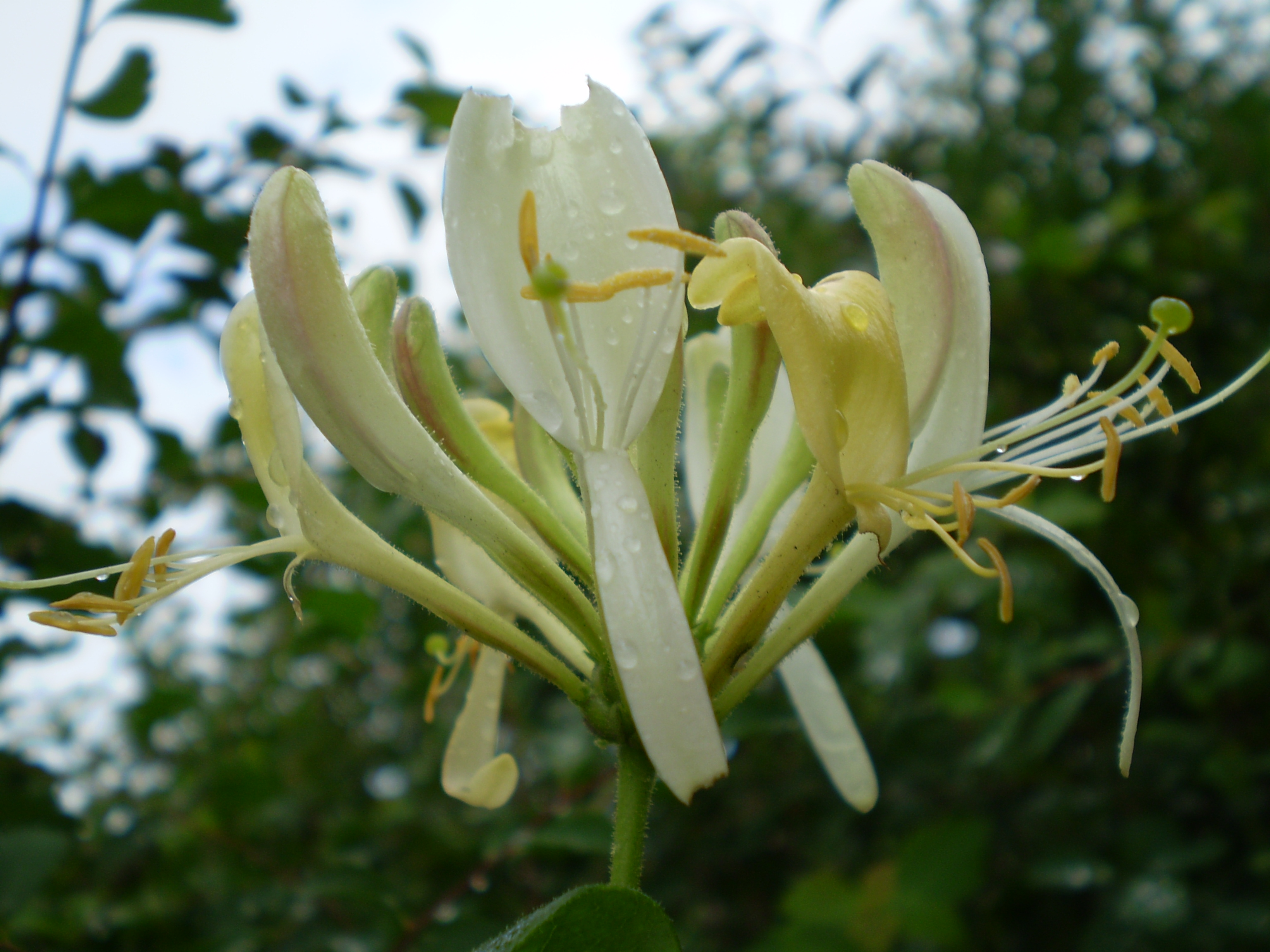
Цветки крупным планом
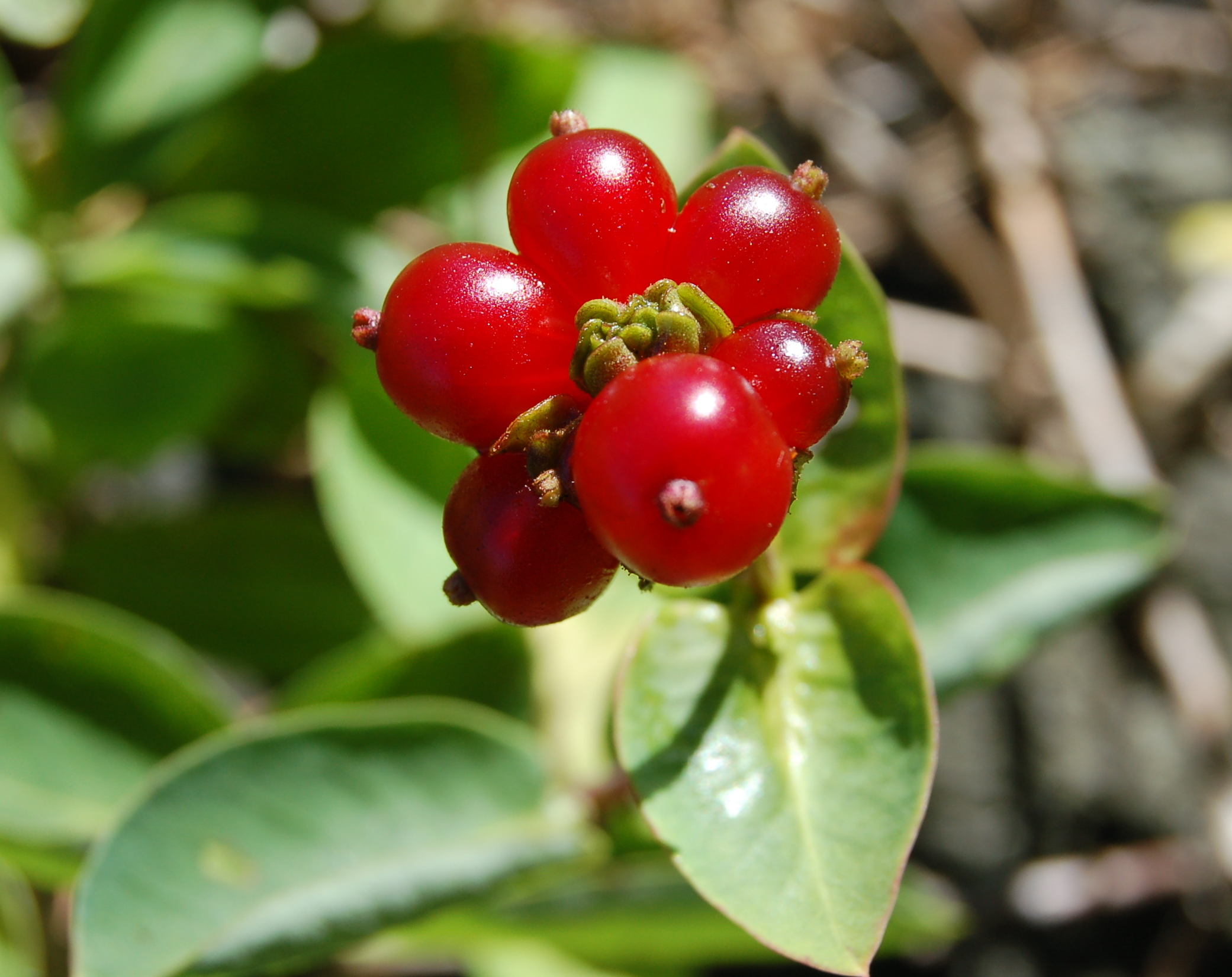
Плоды